# Арно (архиепископ Амбрёна)
Арно́ (фр. Arnaud; умер около 900 или не позднее ноября 908) — архиепископ Амбрёна (890 — около 900/не позднее 908).

## Биография
Вероятно, Арно возглавил Амбрёнскую архиепархию в 890 году. Церковная традиция считает его преемником архиепископа Эрмольда, однако некоторые историки на основе фонетической близости имён этих двух прелатов выдвигают предположение, что это могло быть одно и то же лицо.
Впервые в исторических источниках архиепископ Арно упоминается в документе, посвящённом церковному собору, состоявшемуся в Валансе в августе 890 года. На этом собрании, формально созванном по инициативе папы римского Стефана V (VI), кроме архиепископов Аврелиана Лионского, Ростана Арльского, Бернона Вьенского и Арно Амбрёнского, присутствовали также и влиятельные светские лица, включая наследного принца королевства Прованс Людовика, его мать Ирменгарду и графа Ричарда Заступника. Здесь было обсуждено положение дел в государстве, которому угрожали многочисленные внешние враги, после чего по единодушному согласию участников собора Людовик был провозглашён правителем Прованса.
28 января 899 года Арно вместе с епископом Диня Бледериком рукоположил в сан нового архиепископа Вьена Рагенфреда. Это последнее достоверное свидетельство исторических источников об архиепископе Арно. Большинство историков считает, что глава Амбрёнской кафедры умер вскоре после этой даты. Однако некоторые исследователи предполагают, что Арно идентичен упоминавшемуся в нескольких хартиях одноимённому аббату монастыря Сен-Бернар-де-Роман, скончавшемуся не ранее 905 и не позднее ноября 908 года.
Средневековые каталоги архиепископов Амбрёна называют преемником Арно святого Бенедикта, однако в датированном 912 годом документе главой местной кафедры назван некий Теодульф, о котором больше ничего неизвестно.